# Romualdas Lavrinavičius
Romualdas Lavrinavičius (ur. 31 grudnia 1941 w Szawle, Litewska SRR) – litewski piłkarz, grający na pozycji pomocnika, trener piłkarski.

## Kariera piłkarska

### Kariera klubowa
W 1960 roku rozpoczął karierę piłkarską w drużynie Elnias Szawle. W latach 1962–1965 występował w Atletas Kowno. Od 1966 do 1967 bronił barw Žalgirisu Wilno. W 1968 roku przeniósł się do Atlantasu Kłajpeda. W 1974 został piłkarzem Bangi Gorżdy, gdzie zakończył karierę w roku 1976.

## Kariera trenerska
Karierę szkoleniowca rozpoczął w 1977 roku. Najpierw pomagał trenować Žvejas Kłajpeda. Następnie trenował kluby Klaipėdos Granitas, ASMM Kłajpeda, Nevėžis Kėdainiai i Vilija Kowno. W 1991 stał na czele Banga-Granitas Kowno, który potem zmienił nazwę na FBK Kaunas i z którym ponownie pracował w latach 1994–1996. Od 1992 pomagał trenować, a 24 września 1997 w jednym meczu zastępował w narodowej reprezentacji Litwy głównego trenera Benjaminasa Zelkevičiusa. Potem z przerwą do 2001 pomagał trenować LOSC Wilno. W 2001 prowadził klub Dainava Olita, a w następnym sezonie pracował jako asystent trenera w Žalgiris Wilno. W 2003 trenował Sakalas Szawle, po czym powrócił do sztabu szkoleniowego FBK Kaunas.

## Sukcesy i odznaczenia

### Sukcesy trenerskie
Atletas Kowno
- mistrz Litewskiej SRR: 1962